# Schizogonia
Schizogonia – typ bezpłciowego rozmnażania się niektórych pierwotniaków. Polega na wielokrotnym podziale jądra komórkowego, a dopiero później na podziale cytoplazmy. Jest przez to nazywana podziałem wielokrotnym.
Taki sposób rozmnażania umożliwia powstanie w krótkim czasie dużej liczby osobników potomnych, co ma znaczenie w rozprzestrzenianiu się gatunku.